# George Stevens Jr.
George Stevens Jr. est un producteur, scénariste et réalisateur américain né le 3 avril 1932 à Los Angeles.

## Biographie
Fils du réalisateur George Stevens et de l'actrice Yvonne Howell, George Stevens Jr est par ailleurs le père du réalisateur Michael Stevens.

## Filmographie

### comme producteur
- 1959 : Le Journal d'Anne Frank (The Diary of Anne Frank)
- 1962 : Jacqueline Kennedy's Asian Journey
- 1963 : The Five Cities of June
- 1965 : La Plus Grande Histoire jamais contée (The Greatest Story Ever Told)
- 1966 : John F. Kennedy: Years of Lightning, Day of Drums
- 1971 : Directed by John Ford
- 1976 : The American Film Institute Presents a Salute to William Wyler (TV)
- 1976 : Il était une fois l'Amérique (America at the Movies)
- 1978 : The American Film Institute Salute to Henry Fonda (TV)
- 1979 : The Kennedy Center Honors: A Celebration of the Performing Arts (TV)
- 1980 : The American Film Institute Salute to James Stewart (TV)
- 1981 : The American Film Institute Salute to Fred Astaire (TV)
- 1982 : The American Film Institute Salute to Frank Capra (TV)
- 1984 : The American Film Institute Salute to Lillian Gish (TV)
- 1984 : George Stevens: A Filmmaker's Journey
- 1985 : The American Film Institute Salute to Gene Kelly (TV)
- 1988 : Le Meurtre de Mary Phagan (The Murder of Mary Phagan) (TV)
- 1989 : The American Film Institute Salute to Gregory Peck (TV)
- 1990 : The Kennedy Center Honors: A Celebration of the Performing Arts (TV)
- 1991 : Separate But Equal (TV)
- 1993 : The Kennedy Center Honors: A Celebration of the Performing Arts (TV)
- 1994 : George Stevens: D-Day to Berlin (TV)
- 1995 : The American Film Institute Salute to Steven Spielberg (TV)
- 1995 : The Kennedy Center Honors: A Celebration of the Performing Arts (TV)
- 1996 : Star Trek: 30 Years and Beyond (TV)
- 1997 : The American Film Institute Salute to Martin Scorsese (TV)
- 1998 : La Ligne rouge (The Thin Red Line)
- 1998 : The Kennedy Center Honors: A Celebration of the Performing Arts (TV)
- 1999 : Christmas in Washington (TV)
- 1999 : America's Millennium (TV)
- 1999 : Ultimate Trek: Star Trek's Greatest Moments (TV)
- 2001 : The Kennedy Center Honors: A Celebration of the Performing Arts (TV)
- 2002 : Christmas in Washington (TV)
- 2002 : The Kennedy Center Honors: A Celebration of the Performing Arts (TV)
- 2003 : Christmas in Washington (TV)
- 2003 : The Kennedy Center Honors: A Celebration of the Performing Arts (TV)
- 2004 : Christmas in Washington (TV)
- 2004 : The Kennedy Center Honors: A Celebration of the Performing Arts (TV)
- 2005 : Christmas in Washington (TV)
- 2005 : The Kennedy Center Honors: A Celebration of the Performing Arts (TV)

### comme scénariste
- 1979 : The Kennedy Center Honors: A Celebration of the Performing Arts (TV)
- 1981 : The American Film Institute Salute to Fred Astaire (TV)
- 1984 : The American Film Institute Salute to Lillian Gish (TV)
- 1985 : The American Film Institute Salute to Gene Kelly (TV)
- 1988 : Le Meurtre de Mary Phagan (The Murder of Mary Phagan) (TV)
- 1991 : Separate But Equal (TV)
- 1994 : George Stevens: D-Day to Berlin (TV)
- 1995 : The American Film Institute Salute to Steven Spielberg (TV)
- 1996 : The Kennedy Center Honors: A Celebration of the Performing Arts (TV)
- 1997 : The American Film Institute Salute to Martin Scorsese (TV)
- 1999 : Christmas in Washington (TV)
- 1999 : The Kennedy Center Honors: A Celebration of the Performing Arts (TV)
- 2000 : Christmas in Washington (TV)
- 2001 : The Kennedy Center Honors: A Celebration of the Performing Arts (TV)
- 2002 : Christmas in Washington (TV)
- 2003 : Christmas in Washington (TV)
- 2003 : The Kennedy Center Honors: A Celebration of the Performing Arts (TV)
- 2004 : Christmas in Washington (TV)
- 2004 : The Kennedy Center Honors: A Celebration of the Performing Arts (TV)
- 2005 : Christmas in Washington (TV)
- 2005 : The Kennedy Center Honors: A Celebration of the Performing Arts (TV)

### comme réalisateur
- 1957 : People (TV)
- 1967 : The American Film: 1966 White House Festival of the Arts
- 1976 : Il était une fois l'Amérique (America at the Movies)
- 1984 : George Stevens: A Filmmaker's Journey
- 1991 : Separate But Equal (TV)

## Distinctions

### Récompenses
- National Board of Review Awards 2013 : William K. Everson Film History Award